# افعی (فیلم)
افعی فیلمی به کارگردانی و نویسندگی محمدرضا اعلامی و تهیه‌کنندگی مرتضی شایسته محصول سال ۱۳۷۱ در گونه حادثه‌ای و ماجراجویی است. افعی با ۱۳ سال اکران در سینماهای ایران بین سال‌های ۱۳۷۲ تا ۱۳۸۵، توانست بیش از ۶ میلیون و ۴۰۵ هزار مخاطب داشته باشد و از پربیننده‌ترین فیلم‌های سینمای ایران در طی سال‌های اکران خود در سالن‌های سینماست.

## داستان فیلم
اعضای یک گروه شبه نظامی به نام افعی به سرپرستی فردی به نام بکتاش شش نفر را که قصد دارند به شکل غیرقانونی از مرزهای شمالی کشور خارج شوند را گرفتار می‌سازند و این آغاز ماجراهایی است که برای این گروه اتفاق می‌افتد.

## بازیگران
| بازیگر          | نقش            |
| --------------- | -------------- |
| جمشید هاشم‌پور   | شاهین اسدی     |
| ایلوش خوشابه    | بکتاش          |
| کامران باختر    | آدسیز          |
| امیر صادقیان    | نادر معینی     |
| بهاره رهنما     | مامک           |
| هوشنگ منصورخاکی | جواد اسدی      |
| فرهاد خان‌محمدی  | منصور معینی    |
| نرسی کرکیا      | ضیاءالدین نوری |
| سوسن سلیمی      | فرنگیس عدل     |
| ولی‌الله مؤمنی   | دکتر           |
| علی امجد        | تیمور          |
| شهرام جمشیدی    | وحید           |

## فروش
میزان فروش فیلم به تفکیک سال نمایش، به شرح زیر است:
| سال  | تعداد بلیت | میزان فروش  | منبع   | ارزش در (۱۴۰۱) |
| ---- | ---------- | ----------- | ------ | -------------- |
| ۱۳۷۲ | ۴٬۵۱۷٬۶۴۳  | ۱۹۹٬۰۳۰٬۸۷۱ | [ ۴ ]  | ۷۰٬۲۴۵٬۰۶۰٬۳۰۱ |
| ۱۳۷۳ | ۷۷۸٬۲۵۷    | ۳۳٬۲۵۴٬۸۷۰  | [ ۵ ]  | ۸٬۶۶۸٬۷۸۷٬۲۶۶  |
| ۱۳۷۴ | ۳۲۰٬۸۰۰    | ۱۹٬۶۶۱٬۴۶۵  | [ ۶ ]  | ۳٬۴۳۴٬۵۸۷٬۰۲۰  |
| ۱۳۷۵ | ۳۲۸٬۲۹۰    | ۲۷٬۲۴۰٬۱۶۵  | [ ۷ ]  | ۳٬۸۵۸٬۳۷۰٬۴۹۵  |
| ۱۳۷۶ | ۱۸۴٬۸۸۶    | ۲۰٬۷۸۱٬۷۸۰  | [ ۸ ]  | ۲٬۵۱۱٬۳۲۷٬۸۷۹  |
| ۱۳۷۷ | ۱۲۴٬۲۲۳    | ۲۰٬۵۵۳٬۷۵۰  | [ ۹ ]  | ۲٬۱۰۲٬۷۵۲٬۴۱۲  |
| ۱۳۷۸ | ۶۹٬۴۸۳     | ۱۴٬۱۱۴٬۸۰۰  | [ ۱۰ ] | ۱٬۲۰۲٬۳۲۱٬۴۲۵  |
| ۱۳۷۹ | ۳۲٬۴۶۵     | ۶٬۹۱۴٬۰۰۰   | [ ۱۱ ] | ۵۲۳٬۰۴۳٬۳۲۴    |
| ۱۳۸۰ | ۱۶٬۹۰۳     | ۴٬۸۰۹٬۸۰۰   | [ ۱۲ ] | ۳۲۶٬۶۵۲٬۶۱۵    |
| ۱۳۸۱ | ۱۷٬۴۹۱     | ۵٬۴۶۷٬۱۵۰   | [ ۱۳ ] | ۳۲۰٬۶۷۸٬۵۲۶    |
| ۱۳۸۲ | ۹٬۲۵۸      | ۳٬۰۵۵٬۰۰۰   | [ ۱۴ ] | ۱۵۴٬۹۳۴٬۰۴۴    |
| ۱۳۸۳ | ۴٬۷۰۳      | ۱٬۶۹۳٬۸۵۰   | [ ۱۵ ] | ۷۴٬۵۶۳٬۰۵۸     |
| ۱۳۸۴ | ۲۵۰        | ۹۷٬۱۰۰      | [ ۱۶ ] | ۳٬۸۷۳٬۷۴۴      |
| ۱۳۸۵ | ۴۴۵        | ۱۵۴٬۵۰۰     | [ ۱۷ ] | ۵٬۵۰۹٬۰۳۷      |
|      | ۶٬۴۰۵٬۹۰۷  | ۳۵۶٬۸۲۹٬۱۰۱ |        |                |